# Pien Sanders
Pien Sanders (Brabante Septentrional, 11 de junio de 1998) es una jugadora neerlandesa de hockey sobre césped.

## Trayectoria
Sanders tuvo su primera participación en unos Juegos Olimpicos en Tokio 2020, donde obtuvo la medalla de oro, al derrotar a Argentina en la final. En París 2024 consiguió el oro olímpico nuevamente.